# Røros samiske kvindeforening
Røros samiske kvindeforening, var en samisk kvinnoförening, bildad 1917 och nedlagd 1926. 
Den bildades av samekvinnor från Norge, Anna Serine Holm, Elen Mortenson, Mali Holm och Signe Holm, i Røros.
Den var jämsides med Brurskankens samiske kvindeforening en del av den första, om än tillfälliga, samiska kvinnorörelsen. 
Syftet var att verka för samiska kvinnors intressen. 